# وودفورد (کالیفرنیا)
وودفورد (به انگلیسی: Woodford) یک منطقهٔ مسکونی در ایالات متحده آمریکا است که در شهرستان کرن، کالیفرنیا واقع شده‌است. وودفورد ۸۳۷ متر بالاتر از سطح دریا واقع شده‌است.